# Schierenkopf
Der Schierenkopf ist ein 363,2 m hoher Basaltkegel im Wolfhager Stadtwald an der Gemarkungsgrenze der nordhessischen Stadt Wolfhagen im Landkreis Kassel zur Gemarkung von Bühle, einem Stadtteil von Bad Arolsen im Landkreis Waldeck-Frankenberg.

## Geographische Lage
Er befindet sich etwa 700 m südöstlich von Bühle im Westteil des Naturparks Habichtswald und in der Ostabdachung des Waldecker Waldes (Naturräumliche Haupteinheit 340.1) und dessen Untereinheit Langer Wald (340.13). Er ragt etwa 35 m über dem Tal des von Süden kommenden und an seinem westlichen Fuß vorbeifließenden Dusebachs empor. Die Landesstraße L 3198 von Freienhagen im Süden nach Landau im Norden verläuft rund 800 m westlich des Berges.

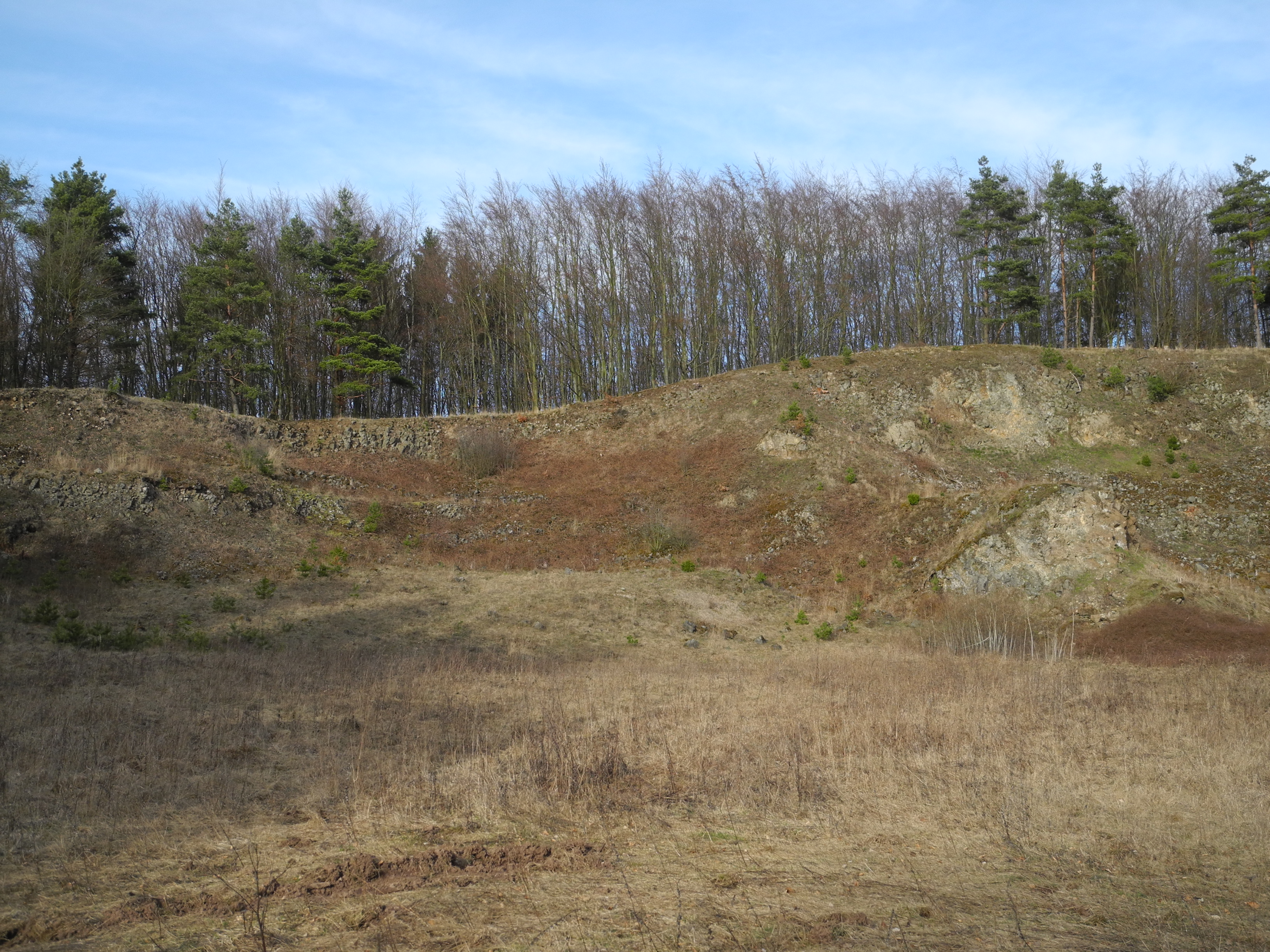
Teilfläche des ehemaligen Steinbruchs

## Flächenhaftes Naturdenkmal
An der Südflanke des Bergs befindet sich ein 1962 aufgegebener, heute bewachsener Basalt-Steinbruch, der seit 2005, gemeinsam mit dem etwa 1,1 km südlich gelegenen ehemaligen Steinbruch am Plattenkopf, als Flächenhaftes Naturdenkmal (Nr. 6.33.887) unter Naturschutz gestellt ist. Der Bruch enthält schöne Basaltsäulen aus dem Jungtertiär und Tuffe sowie aufgeschlossene Sandsteine, die als Xenolithe von bis über einem halben Meter Größe im Basalt vorkommen. Auch Erdmantelgesteinsfragmente mit Olivinen, Pyroxenen und Dunkelglimmer bis ca. 10 cm Größe wurden gefunden. Vereinzelt finden sich im Basalt auch Augitkristalle bis 2 cm sowie in Hohlräumen im Basalt Phillipsite bis 3 mm.

## Zugang
Die Zufahrt zum ehemaligen Steinbruch bildet ein etwa 900 Meter langer Fahrweg von der asphaltierten Straße im Südosten, die von Wolfhagen kommend den Stadtwald von Nordosten nach Südwesten durchquert.